# Panachaïkī Petosfairisī 2013 2017-2018
Questa voce raccoglie le informazioni riguardanti il Panachaïkī Petosfairisī 2013 nella stagione 2017-2018.

## Organigramma societario
Area direttiva
- Presidente: Elenī Roumeliōtī
- Vicepresidente: Vasilikī Roumeliōtī

Area organizzativa
- Team manager: Kōstas Papastathopoulos

Area tecnica
- Primo allenatore: Panagiōtīs Papadopoulos (fino a dicembre), Stauros Stamatopoulos (da dicembre)
- Secondo allenatore: Elena Sarlī
- Scoutman: Kōnstantinos Papadopoulos

Area sanitaria
- Medico: Giōrgos Chatzīmarkakīs, Kōnstantinos Zīsimopoulos
- Fisioterapista: Kōnstantinos Gkinīs

## Rosa
| N° | Nome                   | Ruolo | Data di nascita   | Nazionalità sportiva |
| -- | ---------------------- | ----- | ----------------- | -------------------- |
| 1  | Panagiōtīs Christias   | P     | 26 luglio 1976    | Grecia               |
| 2  | Nikos Ntontīs          | S     | 16 settembre 1993 | Grecia               |
| 3  | Panagiōtīs Salavasidīs | S     | 8 luglio 1983     | Grecia               |
| 4  | Dīmītrīs Papadopoulos  | C     | 7 novembre 1993   | Grecia               |
| 7  | Giōrgos Kotsilianos    | S     | 13 dicembre 1982  | Grecia               |
| 8  | José Polchlopek        | P     | 18 agosto 1995    | Colombia             |
| 8  | Giannīs Livathīnos     | P     | 19 aprile 1977    | Grecia               |
| 10 | Pedro Nieves           | C     | 29 giugno 1993    | Porto Rico           |
| 11 | Nikos Roumeliōtīs      | O     | 12 ottobre 1978   | Grecia               |
| 13 | Kleomenīs Roumeliōtīs  | L     | 4 agosto 1977     | Grecia               |
| 16 | Vasilīs Sakkas         | L     | -                 | Grecia               |
| 17 | Vasilīs Kōstopoulos    | S     | 16 febbraio 1995  | Grecia               |
| 18 | Robert Oramas          | C     | 9 giugno 1984     | Venezuela            |

## Statistiche

### Statistiche di squadra
| Competizione    | Punti | In casa | In casa | In casa | In trasferta | In trasferta | In trasferta | Totale | Totale | Totale |
| Competizione    | Punti | G       | V       | P       | G            | V            | P            | G      | V      | P      |
| --------------- | ----- | ------- | ------- | ------- | ------------ | ------------ | ------------ | ------ | ------ | ------ |
| Volley League   | 2     | 11      | 0       | 11      | 11           | 0            | 11           | 22     | 0      | 22     |
| Coppa di Grecia | -     | 0       | 0       | 0       | 1            | 0            | 1            | 1      | 0      | 1      |
| Coppa di Lega   | 3     | -       | -       | -       | -            | -            | -            | 2      | 1      | 1      |
| Totale          | -     | 11      | 0       | 11      | 12           | 0            | 12           | 25     | 1      | 24     |

G = partite giocate; V = partite vinte; P = partite perse

### Statistiche dei giocatori
| Giocatore       | Volley League | Volley League | Volley League | Volley League | Volley League | Coppa di Lega | Coppa di Lega | Coppa di Lega | Coppa di Lega | Coppa di Lega |
| Giocatore       | P             | PT            | AV            | MV            | BV            | P             | PT            | AV            | MV            | BV            |
| --------------- | ------------- | ------------- | ------------- | ------------- | ------------- | ------------- | ------------- | ------------- | ------------- | ------------- |
| P. Christias    | 9             | 4             | 3             | 0             | 1             | 0             | 0             | 0             | 0             | 0             |
| V. Kōstopoulos  | 21            | 179           | 154           | 11            | 14            | 2             | 6             | 4             | 0             | 2             |
| G. Kotsilianos  | 8             | 52            | 47            | 2             | 3             | 2             | 15            | 13            | 2             | 0             |
| G. Livathīnos   | 11            | 14            | 7             | 1             | 6             | -             | -             | -             | -             | -             |
| P. Nieves       | 12            | 105           | 78            | 21            | 6             | 2             | 21            | 14            | 5             | 2             |
| N. Ntontīs      | 20            | 91            | 75            | 6             | 10            | 2             | 11            | 10            | 1             | 0             |
| R. Oramas       | 22            | 170           | 127           | 35            | 8             | 2             | 11            | 8             | 2             | 1             |
| D. Papadopoulos | 6             | 2             | 2             | 0             | 0             | 0             | 0             | 0             | 0             | 0             |
| J. Polchlopek   | 9             | 21            | 13            | 5             | 3             | 2             | 5             | 1             | 2             | 2             |
| K. Roumeliōtīs  | 22            | 0             | 0             | 0             | 0             | 2             | 0             | 0             | 0             | 0             |
| N. Roumeliōtīs  | 17            | 273           | 254           | 7             | 12            | 2             | 47            | 42            | 0             | 5             |
| V. Sakkas       | 3             | 0             | 0             | 0             | 0             | -             | -             | -             | -             | -             |
| P. Salavasidīs  | 22            | 105           | 92            | 6             | 7             | 2             | 0             | 0             | 0             | 0             |

P = presenze; PT = punti totali; AV = attacchi vincenti; MV = muri vincenti; BV = battute vincenti

NB: Non sono disponibili i dati relativi alla Coppa di Grecia e di conseguenza quelli totali della stagione